# Wrath of the Math
Wrath of the Math è il secondo album del rapper statunitense Jeru the Damaja, pubblicato il 15 ottobre 1996.
L'album è stato interamente prodotto da DJ Premier e continua con i temi dell'Afrocentrismo, preservando la cultura hip-hop, e di più sui danni del materialismo che sono stati discussi in The Sun Rises in the East.

## Tracce
1. Wrath of the Math – 0:57
2. Tha Frustrated Nigga – 3:11
3. Black Cowboys – 3:43
4. Tha Bullshit – 2:00
5. Whatever – 3:16
6. Physical Stamina (feat. Afu-Ra) – 3:05
7. One Day – 2:15
8. Revenge of the Prophet (Part 5) – 4:05
9. Scientifical Madness – 4:14
10. Not the Average – 4:24
11. Me or the Papes – 4:26
12. How I'm Livin – 4:25
13. Too Perverted – 3:20
14. Ya Playin' Yaself – 3:47
15. Invasion – 4:40

## Singoli
- 1996 - Ya Playin' Yaself/One Day
- 1996 - Me or the Papes/Tha Bullshit/Me, Not The Paper